# Nesticus arenstorffi
Nesticus arenstorffi là một loài nhện trong họ Nesticidae.
Loài này thuộc chi Nesticus. Nesticus arenstorffi được Wladislaus Kulczynski miêu tả năm 1914.